# Suède au Concours Eurovision de la chanson 1962
La Suède a participé au Concours Eurovision de la chanson 1962, alors appelé le « Grand prix Eurovision de la chanson européenne 1962 », à Luxembourg-Ville, au grand-duché du Luxembourg. C'est la 5e participation de la Suède au Concours Eurovision de la chanson.
Le pays est représenté par la chanteuse Inger Berggren et la chanson Sol och vår, sélectionnées par Sveriges Radio (SR) au moyen d'une finale nationale.

## Sélection

### Eurovisionsschlagern svensk final 1962
Le radiodiffuseur suédois, Sveriges Radio, organise une finale nationale intitulée Eurovisionsschlagern svensk final 1962 (littéralement : « Finale suédoise pour l'Eurovision 1962 » en suédois), par la suite également référencée comme étant la 4e édition du Melodifestivalen, pour sélectionner la chanson et l'artiste représentant la Suède au Concours Eurovision de la chanson 1962,.
La finale nationale suédoise, présentée par Bengt Feldreich, a lieu le 13 février 1962 à Stockholm.
Six chansons ont participé à cette sélection et sont toutes interprétées en suédois, langue nationale de la Suède.
Lors de cette sélection, c'est la chanson Sol och vår interprétée par Inger Berggren qui fut choisie.

#### Finale
| Ordre | 1er interprète       | 2e interprète         | Chanson                | Traduction                              | Points  | Place |
| ----- | -------------------- | --------------------- | ---------------------- | --------------------------------------- | ------- | ----- |
| 1     | Otto Brandenburg     | Östen Warnebring (en) | Lolo-Lolita            | –                                       | 11 858  | 4     |
| 2     | Östen Warnebring     | Mona Grain            | Trollen ska trivas     | La sorcière se réjouira toute seule     | 4 001   | 6     |
| 3     | Carli Tornehave (en) | Otto Brandenburg      | Anne-Li                | –                                       | 13 401  | 3     |
| 4     | Monica Zetterlund    | Carli Tornehave       | När min vän            | Près de mon ami                         | 74 077  | 2     |
| 5     | Lily Berglund (en)   | Inger Berggren        | Sagans underbara värld | Le monde merveilleux des contes de fées | 6 885   | 5     |
| 6     | Inger Berggren       | Lily Berglund         | Sol och vår            | Soleil et printemps                     | 102 327 | 1     |

## À l'Eurovision
Chaque jury d'un pays attribue 3, 2 et 1 vote à ses 3 chansons préférées.

### Points attribués par la Suède
| 3 points | France      |
| 2 points | Yougoslavie |
| 1 point  | Danemark    |

### Points attribués à la Suède
| 3 points   | 2 points | 1 point    |
| ---------- | -------- | ---------- |
| - Danemark |          | - Pays-Bas |

Inger Berggren interprète Sol och vår en 6e position lors de la soirée du concours, le 18 mars 1962, après le Danemark et avant l'Allemagne. Au terme du vote final, la Suède termine 7e, ex æquo avec la Finlande, sur 16 pays, ayant reçu 4 points au total.